# Anglona

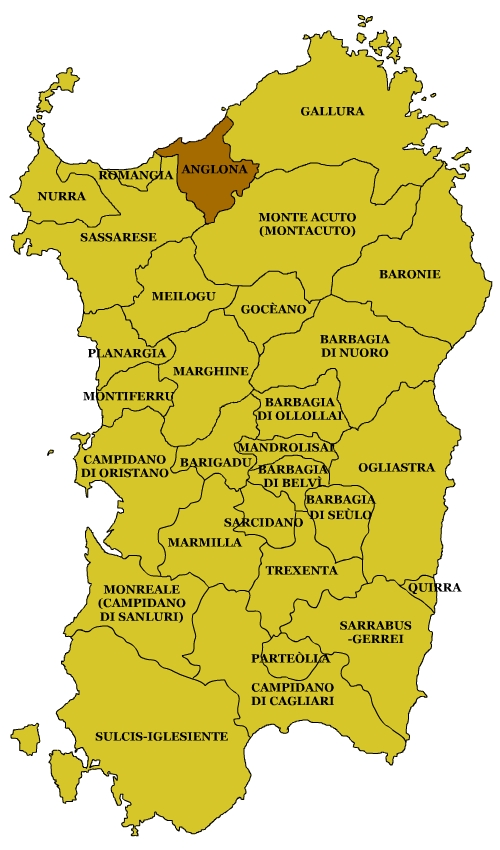
Carte d'Anglona.

Anglona est une zone géographique située dans la partie nord de la Sardaigne. Elle est globalement définie comme ayant la ville de Castelsardo comme centre.

## Archéologie
Les outils en silex façonné trouvés dans l'Anglona sont des objets appartenant aux industries du type Clatonien du Paléolithique inférieur.